# Лукьянов, Прокофий Максимович
Проко́фий Макси́мович Лукья́нов (19 июня 1916, Самарская губерния — 18 февраля 1987, Отрадный) — писарь роты 1-го мотострелкового батальона, гвардии старшина — на момент представления к награждению орденом Славы 1-й степени.

## Биография
Родился 19 июня 1916 года в селе Красные Ключи (ныне — Похвистневского района Самарской области) в крестьянской семье. Мордвин. Рано остался без отца, мать одна поднимала шестерых детей. Окончил сельскую школу, сельскохозяйственный техникум. Работал агрономом в Подбельской МТС.
В ноябре 1941 года был призван в Красную Армию Подбельским райвоенкоматом. В боях Великой Отечественной войны с января 1942 года. Весь боевой путь прошел в составе 7-го танкового корпуса. Был писарем- каптенармусом мотострелковой роты. В 1942 году был принят в ряды ВКП/КПСС, с этого времени был парторгом роты, агитатором. Будучи парторгом, в ходе боевых действий все время находился в боевых порядках пехоты, личным примером воодушевляя бойцов роты. Участвовал в боях под Сталинградом и на Курской дуге, освобождал Украину и Белоруссию.
2 мая 1944 года в боях в районе села Думбровица гвардии старший сержант Лукьянов, находясь в боевых порядках подразделения, лично уничтожил 2 солдат и 1 офицера. Будучи раненым, оставался на поле боя, и только при повторном тяжелом ранении был эвакуирован в госпиталь.
Приказом по войскам 3-го гвардейского танкового корпуса от 13 мая 1944 года гвардии старший сержант Лукьянов Прокофий Максимович награждён орденом Славы 3-й степени.
После выздоровления вернулся в свою часть, когда та находилась на переформировании в тылу. В декабре 1944 года 3-й гвардейский танковый корпус был переведен в состав 3-го Белорусского фронта.
28 июня 1944 года гвардии старшина Лукьянов в числе первых в роте форсировал реку Бобр у поселка Крупки Минского района Минской области. В бою за плацдарм уничтожил 3 и взял в плен 2 противников. Будучи раненым в голову, оставался в строю до исхода боя.
Приказом по войскам 3-го гвардейского танкового корпуса от 3 августа 1944 года гвардии старшина Лукьянов Прокофий Максимович награждён орденом Славы 2-й степени.
3 марта 1945 года в боях за город Кёзлин парторг роты гвардии старшина Лукьянов, находясь в боевых порядках пехоты, со своей ротой первым форсировал реку и ворвался в город, гранатами подорвал пулемет с расчетом. 11 марта, при отражении контратаки противника был ранен. Оставался в бою, лично огнём из автомата уничтожил четырёх противников. После второго ранения — разрывная пуля попала в правую руку — был эвакуирован в тыл.
Последнее ранение было очень тяжелым, и Лукьянов надолго остался в госпитале. Здесь встретил День Победы. После выздоровления был комиссован и в июне 1945 года вернулся на родину. Уже сюда пришло известие из части о награждении ещё одним орденом Славы.
Указом Президиума Верховного Совета СССР от 29 июня 1945 года за образцовое выполнение боевых заданий командования на фронте борьбы с немецкими захватчиками и проявленные при этом доблесть и мужество гвардии старшина Лукьянов Прокофий Максимович награждён орденом Славы 1-й степени. Стал полным кавалером ордена Славы.
Несмотря на инвалидность, активно включился в мирную жизнь села. В сентябре 1945 года был избран председателем колхоза «Гудок». За два года ему удалось поднять хозяйство, а ещё через два года колхоз «Гудок» стал передовым в районе. Позднее трудился агрономом в совхозе «Рабочий».
Со временем переехал в город Отрадный Куйбышевской области. Работал экспедитором в объединении «Первомайнефть». Скончался 18 февраля 1987 года в городе Отрадный.
Награждён орденами Отечественной войны 1-й степени, Славы 1-й, 2-й, 3-й, медалями. Его именем названа центральная улица в селе Кинель-Черкассы- улица Старшины Лукьянова.